# Grey Eagle (Minnesota)
Grey Eagle – miasto w Stanach Zjednoczonych, w stanie Minnesota, w hrabstwie Todd.